# Euploea lucasi
Euploea lucasi är en fjärilsart som beskrevs av Moore 1883. Euploea lucasi ingår i släktet Euploea och familjen praktfjärilar. Inga underarter finns listade i Catalogue of Life.